# Trittico di Navolè
Il Trittico di Navolè è formato da tre dipinti a olio su tavola di Cima da Conegliano, originariamente nella chiesa di Navolè di Gorgo al Monticano ed attualmente conservato presso il Museo d'arte sacra Albino Luciani della Diocesi di Vittorio Veneto.

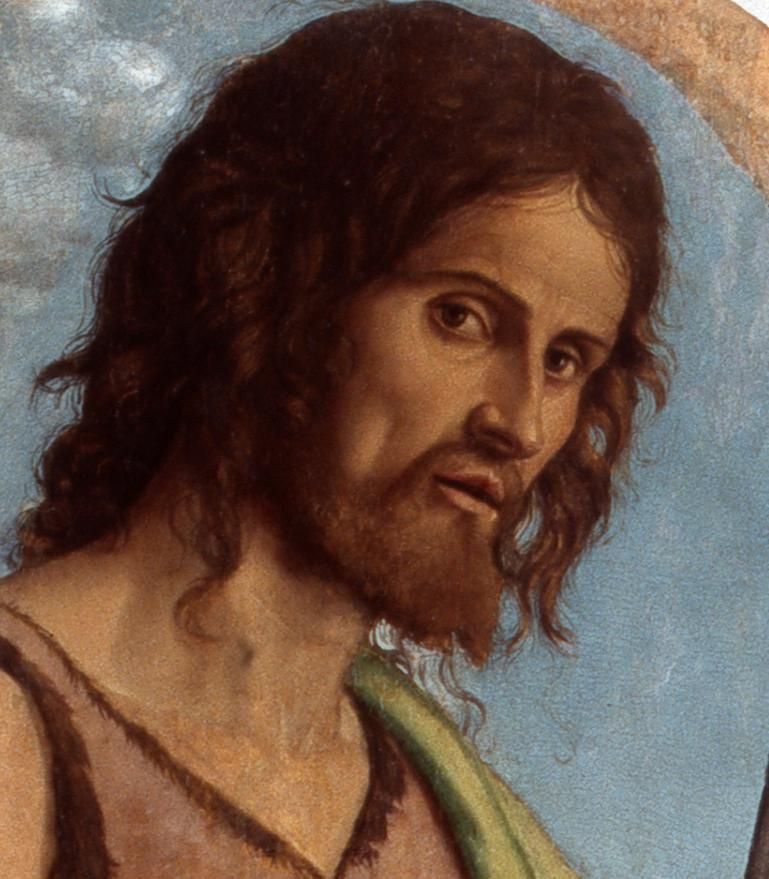
Dettaglio

## Descrizione
Il pannello centrale (180x90 cm) rappresenta San Martino e il povero; i pannelli laterali (105x38 cm): a sinistra san Giovanni Battista e a destra san Pietro con il libro e le chiavi.